# آگوستین ایساگیرره
آگوستین ایساگیرره (اسپانیایی: Agustín Eizaguirre‎; ۷ اکتبر ۱۸۹۷ – ۲۸ نوامبر ۱۹۶۱) بازیکن فوتبال اهل اسپانیا بود.
از باشگاه‌هایی که در آن بازی کرده‌است می‌توان به باشگاه فوتبال رئال سوسیداد اشاره کرد.